# Saint-Hilaire-la-Palud
Saint-Hilaire-la-Palud és un municipi francès situat al departament de Deux-Sèvres i a la regió de la Nova Aquitània. L'any 2007 tenia 1.553 habitants.

## Demografia

### Població
El 2007 la població de fet de Saint-Hilaire-la-Palud era de 1.553 persones. Hi havia 652 famílies de les quals 200 eren unipersonals (88 homes vivint sols i 112 dones vivint soles), 220 parelles sense fills, 200 parelles amb fills i 32 famílies monoparentals amb fills.
La població ha evolucionat segons el següent gràfic:
Habitants censats

### Habitatges
El 2007 hi havia 847 habitatges, 668 eren l'habitatge principal de la família, 113 eren segones residències i 66 estaven desocupats. 786 eren cases i 25 eren apartaments. Dels 668 habitatges principals, 487 estaven ocupats pels seus propietaris, 163 estaven llogats i ocupats pels llogaters i 18 estaven cedits a títol gratuït; 29 tenien una cambra, 34 en tenien dues, 81 en tenien tres, 162 en tenien quatre i 362 en tenien cinc o més. 544 habitatges disposaven pel capbaix d'una plaça de pàrquing. A 275 habitatges hi havia un automòbil i a 323 n'hi havia dos o més.

### Piràmide de població
La piràmide de població per edats i sexe el 2009 era:
| Homes | Edats   | Dones |
| ----- | ------- | ----- |
| 0     | 95 o +  | 0     |
| 8     | 90 a 94 | 20    |
| 12    | 85 a 89 | 16    |
| 8     | 80 a 84 | 20    |
| 52    | 75 a 79 | 32    |
| 40    | 70 a 74 | 68    |
| 24    | 65 a 69 | 36    |
| 52    | 60 a 64 | 48    |
| 48    | 55 a 59 | 28    |
| 48    | 50 a 54 | 48    |
| 52    | 45 a 49 | 28    |
| 48    | 40 a 44 | 56    |
| 60    | 35 a 39 | 48    |
| 36    | 30 a 34 | 48    |
| 12    | 25 a 29 | 32    |
| 16    | 20 a 24 | 0     |
| 36    | 15 a 19 | 24    |
| 28    | 10 a 14 | 32    |
| 64    | 5 a 9   | 44    |
| 24    | 0 a 4   | 32    |

## Economia
El 2007 la població en edat de treballar era de 948 persones, 680 eren actives i 268 eren inactives. De les 680 persones actives 603 estaven ocupades (323 homes i 280 dones) i 77 estaven aturades (46 homes i 31 dones). De les 268 persones inactives 114 estaven jubilades, 75 estaven estudiant i 79 estaven classificades com a «altres inactius».

### Ingressos
El 2009 a Saint-Hilaire-la-Palud hi havia 669 unitats fiscals que integraven 1.596,5 persones, la mediana anual d'ingressos fiscals per persona era de 15.403 €.

### Activitats econòmiques
Dels 69 establiments que hi havia el 2007, 1 era d'una empresa alimentària, 1 d'una empresa de fabricació de material elèctric, 1 d'una empresa de fabricació d'altres productes industrials, 13 d'empreses de construcció, 15 d'empreses de comerç i reparació d'automòbils, 2 d'empreses de transport, 8 d'empreses d'hostatgeria i restauració, 1 d'una empresa d'informació i comunicació, 3 d'empreses financeres, 3 d'empreses immobiliàries, 8 d'empreses de serveis, 7 d'entitats de l'administració pública i 6 d'empreses classificades com a «altres activitats de serveis».
Dels 26 establiments de servei als particulars que hi havia el 2009, 1 era una oficina de correu, 1 una oficina bancària, 1 funerària, 5 tallers de reparació d'automòbils i de material agrícola, 4 paletes, 1 guixaire pintor, 1 fusteria, 3 lampisteries, 2 electricistes, 2 perruqueries, 3 restaurants i 2 agències immobiliàries.
Dels 5 establiments comercials que hi havia el 2009, 1 era una botiga de més de 120 m², 1 una fleca, 1 una carnisseria, 1 una llibreria i 1 una botiga de roba.
L'any 2000 a Saint-Hilaire-la-Palud hi havia 29 explotacions agrícoles que ocupaven un total de 2.016 hectàrees.

## Equipaments sanitaris i escolars
L'únic equipament sanitari que hi havia el 2009 era una farmàcia.
El 2009 hi havia una escola elemental.

## Poblacions més properes
El següent diagrama mostra les poblacions més properes.